# Tanxxx
Tanxxx ou Tanx, née le 29 juillet 1976 à Parthenay, est une autrice de bande dessinée et graveuse française.

## Biographie
Tanx a fait ses études à l'École européenne supérieure de l'image à Angoulême. Elle a adopté plusieurs signatures : Tanxxx, Tanxx puis, plus récemment, Tanx. Elle exerce son activité dans différents domaines : livres et bandes dessinées, affiches, gravures (qu'elle imprime elle-même), fanzines, couvertures, illustrations ; elle auto-édite des portfolios et des textes illustrés, ainsi qu'un magazine personnel, Attembre. En 2005, elle publie Rock Zombie.
Elle reçoit le prix Artémisia de la bande dessinée féminine en 2009 pour son œuvre Esthétique et filatures créée en collaboration avec Lisa Mandel.
Tanxxx a aussi exécuté de nombreuses affiches rock et punk sérigraphiées.
De 2010 à 2013, elle participe au feuilleton en ligne Les Autres Gens scénarisé par Thomas Cadène.
Depuis 2005, elle publie ses notes et créations sur son site. Elle y expose et y vend également ses gravures. 
Le 28 janvier 2016, à l'issue du Festival international de la bande dessinée d'Angoulême, un communiqué de presse du ministère de la Culture annonce l'intention de la ministre, Fleur Pellerin, de nommer huit artistes de la bande dessinée, dont Tanxxx, chevaliers de l'ordre des Arts et des Lettres. Tanxxx refuse cette récompense, tout comme Aurélie Neyret, Jul' Maroh et Chloé Cruchaudet,.
Après avoir collectivement participé à alerter une galerie pour que cette dernière annule une exposition du dessinateur d'extrême-droite Marsault, elle a été victime de harcèlement,.

## Style
D'après le critique de bande dessinée Yves Frémion, Tanx emploie « le jeté et l'impro » ainsi qu'un style « noir très noir », à l'instar de Charles Burns, Jaime et Gilbert Hernandez, avec un propos sans concession à l'encontre des codes girly.

## Œuvres
- Rock Zombie, Albi, France, Éditions les Requins Marteaux, coll. « Comix », 2005
Scénario et dessin : Tanxxx - (ISBN 2-84961-017-8)
- Double trouble, Golfe Juan, France, Éditions les Enfants rouges, coll. « Coquelicot »[8], 2007
Scénario et dessin : Tanxxx - (ISBN 978-2-35419-003-3)
- Tanxxx, Libourne, France, Éditions Charrette, coll. « 12/16 »
  1. Tome 1, 2007  (ISBN 978-2-915478-10-5)
  2. Tome 2, 2008  (ISBN 978-2-915478-11-2)
  3. Tome 3, 2011  (ISBN 978-2-915478-34-1)
- Esthétique et filatures, Bruxelles, Paris, Éditions KSTR-Casterman, 2008
Scénario : Lisa Mandel - Dessin : Tanxxx - (ISBN 978-2-203-00399-6)

prix Artémisia 2009
- Neuf pieds sous terre, Saint-Jean de Védas, France, Éditions 6 pieds sous terre, 2010
Scénario : Loïc Dauvillier - Dessin : Tanxxx - (ISBN 978-2-35212-065-0)
- The Joy of femmes à poil, Nantes, France, Vide Cocagne, coll. « Sous le manteau », 2011
Scénario et dessin : Tanxxx - (ISBN 979-10-90425-06-4)
- Faire danser les morts, Marseille, France, Éditions Même pas mal, 2012
Scénario et dessin : Tanxxx - Couleurs : Magali Arnal - (ISBN 978-2-918645-17-7)
- Velue, Saint-Jean de Védas, France, Éditions 6 pieds sous terre, 2015
Scénario et dessin : Tanx - (ISBN 978-2-35212-118-3)
- Des croûtes aux coins des yeux, scénario et dessin. Édition intégrale : Toutes les croûtes aux coins des yeux, 6 pieds sous terre, novembre 2018, 288 pages.  (ISBN 978-2-352-12145-9)
- Dicon (parodie de dictionnaire[1]), Éditions Lapin, 2018[9]

## Récompenses
- 2009 : prix Artémisia de la bande dessinée féminine, avec Lisa Mandel, pour Esthétique et filatures[10].

### Interviews
- Tanxxx (interviewée) et Benjamin Roure, « Tanxxx, prix Artémisia 2009 », sur BoDoï, 9 janvier 2009
- Tanxxx (interviewée) et Brigh Barber, « interview de Tanx… », sur BD Zoom, 23 septembre 2015